# Pádraig Faulkner
 (mars 2019).
Si vous disposez d'ouvrages ou d'articles de référence ou si vous connaissez des sites web de qualité traitant du thème abordé ici, merci de compléter l'article en donnant les références utiles à sa vérifiabilité et en les liant à la section « Notes et références ».
Pádraig Eoin Faulkner (12 mars 1918 - 1er juin 2012) est une personnalité politique irlandaise du Fianna Fáil. Il est notamment Ceann Comhairle (président) du Dáil Éireann (chambre basse du parlement) de 1980 à 1981, ministre de la Défense de 1979 à 1980, ministre des Postes et Télégraphes et ministre du Tourisme et des Transports de 1977 à 1979, ministre de l'Éducation de 1969 à 1973, ministre du Gaeltacht de 1968 à 1969 et secrétaire parlementaire du ministre de la Gaeltacht de 1965 à 1968. Il est Teachta Dála (député) pour la circonscription de Louth de 1957 à 1987.